# Ralph Grey, Baron Grey of Naunton
Ralph Francis Alnwick Grey, Baron Grey of Naunton (* 15. April 1910 in Wellington, Neuseeland; † 17. Oktober 1999 in Naunton, Gloucestershire) war ein britischer Kolonialbeamter und der letzte Governor of Northern Ireland (Gouverneur von Nordirland).

## Biografie
Grey, der 1956 als Knight Commander in den Royal Victorian Order aufgenommen wurde und fortan den Namenszusatz Sir führte, wurde 1957 zum Stellvertretenden Generalgouverneur von Nigeria ernannt und verblieb bis 1959 auf diesem Posten. Zwischen 1959 und 1964 war er Gouverneur von Britisch-Guayana und wurde dann in diesem Amt vom späteren Generalgouverneur Richard Edmonds Luyt abgelöst. Anschließend war er von 1964 bis 1968 Gouverneur der Bahamas.
Am 17. September 1968 wurde er nach seiner Bestätigung durch das House of Lords als Life Peer mit dem Titel Baron Grey of Naunton, of Naunton in the County of Gloucestershire, in den Adelsstand erhoben. Am 3. Dezember 1968 erfolgte seine Ernennung zum Gouverneur von Nordirland. Dieses Amt übte er bis zu dessen Abschaffung am 18. Juli 1973 aus und übergab anschließend den größten Teil der Amtsbefugnisse an den damaligen Staatssekretär für Nordirland William Whitelaw, der zugleich Mitglied des Kabinetts von Premierminister Edward Heath war.
Anschließend war er von 1973 bis 1979 Stellvertretender Vorsitzender der Entwicklungsgesellschaft des Commonwealth of Nations (Commonwealth Development Corporation). Zuletzt war Baron Grey von 1983 bis 1989 Präsident der Britisch-Nigerianischen Gesellschaft.